# 海陽町立海部小学校
海陽町立海部小学校（かいようちょうりつ かいふしょうがっこう）は、徳島県海部郡海陽町奥浦字堤の外にある公立小学校。

## 沿革
- 1873年 - 海部東小学校を創立。
- 1874年 - 海部西小学校を創立。
- 2004年 - 海部東小学校と海部西小学校が統合し海部町立海部小学校となる。
- 2006年 - 町村合併のため海部町から海陽町となり、現校名に改称。

## 校歌

### 海部小学校
- 作詞・作曲 吉見隆史

## 関連学校
- 海陽町立海陽中学校
- 海陽町立海部中学校 - かつての進学先。

## 通学区域が隣接している学校
- 海陽町立海南小学校
- 海陽町立宍喰小学校